# Nedre Långasjön
Nedre Långasjön är en sjö i Tingsryds kommun i Småland och ingår i Mieåns huvudavrinningsområde. Sjön har en area på 0,209 kvadratkilometer och ligger 126 meter över havet. Vid provfiske har abborre, braxen, gädda och mört fångats i sjön.

## Delavrinningsområde
Nedre Långasjön ingår i det delavrinningsområde (625551-143659) som SMHI kallar för Mynnar i Mien. Medelhöjden är 129 meter över havet och ytan är 30,38 kvadratkilometer. Det finns inga avrinningsområden uppströms utan avrinningsområdet är högsta punkten. Vattendraget som avvattnar avrinningsområdet har biflödesordning 2, vilket innebär att vattnet flödar genom totalt 2 vattendrag innan det når havet efter 34 kilometer. Avrinningsområdet består mestadels av skog (71 procent) och öppen mark (15 procent). Avrinningsområdet har 1,21 kvadratkilometer vattenytor vilket ger det en sjöprocent på 4 procent.